# ADOdb
ADOdb — бібліотека абстракції баз даних для PHP і Python в основі якої лежить та ж концепція що і в Microsoft's ActiveX Data Objects. Дана бібліотека дозволяє розробникам писати програми не звертаючи уваги з якою базою даних працюватиме програма, все завдяки абстрактному шару, який утворює ADOdb між програмою і базою даних. І з цього випливає ще одна перевага, якщо буде необхідність для програми змінити базу даних, це можна буде зробити без переписування запитів до БД.

## Підтримка баз даних
ADOdb підтримує роботу з такими базами даних:
- ActiveX Data Objects*
- DB2
- Firebird
- Foxpro
- FrontBase
- Informix
- Interbase
- LDAP
- Microsoft Access
- Microsoft SQL Server
- MySQL
- Netezza
- Oracle
- PostgreSQL
- SAP DB
- SQLite
- Sybase
- Teradata
- Valentina
- які підтримують ODBC і ODBTP